# Anisodes porphyropis
Anisodes porphyropis är en fjärilsart som beskrevs av Edward Meyrick 1888. Anisodes porphyropis ingår i släktet Anisodes och familjen mätare. Inga underarter finns listade i Catalogue of Life.